# Westerstraat (Enkhuizen)
De Westerstraat is van oudsher de belangrijkste straat in de Nederlandse plaats Enkhuizen, en doorsnijdt vrijwel de gehele oude binnenstad van oost (waar de Westerstraat uitkomt op de Breedstraat) naar west, waar de straat de stad verlaat via de Koepoort en overgaat in het Westeinde, het einde van de historische straatweg Hoorn - Enkhuizen en van De Streek.
Vroeger werd de straat wel verdeeld in de Oude Westerstraat (het oude deel binnen de stadsgrenzen van vóór de grote uitbreiding van de jaren 1590) en de Nieuwe Westerstraat in het nieuwe deel ná deze uitbreiding.
Aan de Westerstraat vindt men vele (rijks)monumenten, waaronder de Koepoort, de Westerkerk, de Eucheriuskapel en de voormalige Westfriese Munt. De gevel van het voormalige Weeshuis op Westerstraat 111 is een in 1906 gebouwde replica van het uit 1616 daterende origineel.
De Westerstraat is de belangrijkste winkelstraat van Enkhuizen, en de Oude Westerstraat is grotendeels voetgangersgebied.